# Ageleradix sichuanensis
Ageleradix sichuanensis — вид аранеоморфних павуків родини Agelenidae.

## Поширення
Ageleradix sichuanensis поширений у лісах на заході провінції Сичуань у Китаї. Виявлений у повітах Кандін, Сяоцзинь і Даньба.

## Опис
Самці завдовжки 7,6-9,8 мм, самиці — 7,6 до 8,7 мм.